# Angitia pulchra
Angitia pulchra là một loài bướm đêm trong họ Noctuidae.